# Ospedale dei Broccardi
L'ospedale di San Michele dei Broccardi, detto nel tempo anche degli Abbandonati e degli Orfanelli, è un edificio scomparso di Firenze, già situato in via San Gallo e inglobato nell'ospedale Bonifacio.

## Storia e descrizione
Nel 1329 ser Michele di Croce Broccardi fondò un ospedale in via San Gallo, detto di san Michele alla Croce di Via, dal nome del suo santo patrono e dell'incrocio della strada con via Salvestrina. La struttura andava a colmare la necessità di assistere i pellegrini e i poveri viandanti di passaggio lungo la via, che è ancora la direttrice cittadina lungo l'asse nord-sud, verso la via Bolognese. Per tali stesse funzioni esistevano già altre strutture e altre se ne sarebbero aggiunte nei secoli, tra cui nel 1377 l'ospedale Bonifacio, situato accanto, che però si andò presto specializzando nella cura degli ammalati. Il 4 giugno 1402 un altro componente della famiglia dei Broccardi, Pietro di Francesco, lasciò tutti i suoi beni all'Arte di Calimala affinché curasse il rilancio della struttura ospedaliera, che dopo la peste del 1348 aveva vissuto un periodo di grave decadenza.
Nel 1543 passò sotto la gestione dei Capitani del Bigallo, specializzandosi nella cura dei fanciullini "abbandonati" e derelitti, ossia degli orfanelli di strada. La proprietà dei beni restò comunque all'Arte di Calimala, che esercitava una funzione di controllo sulla gestione dell'ospedale.
Nella pianta del Bonsignori del 1584 si vede come l'ospedale fosse di medie dimensioni, dotato di un proprio oratorio, di un orto, e incuneato tra l'ospedale Bonifacio e il monastero di San Luca. Alla fine del XVI secolo tuttavia la struttura era pesantemente sovraffollata, con ben 180 "abbandonati", che nel giro di pochi mesi, dal gennaio all'agosto del 1591, furono decimati da un'epidemia che ne uccise la metà. Divenuta la situazione ormai insostenibile, fu deciso di trasferire i bambini nel più ampio ex-monastero di Santa Caterina delle Ruote. Nel 1593 quindi l'edificio tornò nella piena disponibilità dell'Arte dei Mercatanti, che ripristinarono l'originaria funzione di accoglienza dei viandanti.
Ma appena un anno dopo, il 25 febbraio 1594, Ferdinando I de' Medici, accogliendo una supplica, ne fece la sede delle "Fanciulle pericolanti e abbandonate di Santa Caterina", un istituto nato in via dei Malcontenti, che si prendeva cura delle ragazze rimaste sole, orfane o abbandonate, gestito da religiose. Come condizione fu posto però l'obbligo di spendere almeno 500 scudi in miglioramenti e di mantenere una stanza con sei letti per le donne viandanti e pellegrine.
Con le riforme di Gian Gastone, l'ospedale dei Broccardi fu unito a quello di Bonifacio, trasferendo la Congregazione di Santa Caterina altrove e mantenendo l'ospitalità per le viandanti di sesso femminile. Nel 1751, pur dopo un disastroso incendio nel 1747, l'ospedale venne riconfermato, e dalla relazione di quell'anno apprendiamo che era composto da uno stanzone al piano terra con dodici letti, e da due stanzette al primo piano per la donna che accoglieva le ospiti.
Nel 1759 fu infine soppresso. Dell'antico ospedale di Michele Broccardi non resta niente, inglobato nel portico che oggi appartiene alla Questura di Firenze, dove si trova però una lapide del 1787 che ricorda l'unione di questo ospedale e del Bonifazio all'ospedale di Santa Maria Nuova.
Dall'oratorio dell'ospedale di Broccardi proviene la Madonna del Rosario coi santi Domenico e Giovanni Battista di Nicodemo Ferrucci (1630 circa), confluito poi nelle collezioni di Santa Maria Nuova e oggi nel convento delle Oblate Ospitaliere Francescane di Monna Tessa.